# 室見駅
室見駅（むろみえき）は、福岡県福岡市早良区室見一丁目に所在する福岡市地下鉄空港線の駅。駅番号はK02。
駅のシンボルマークは福岡市出身のグラフィックデザイナー、西島伊三雄がデザインしたもので室見川をイメージした3本線。
天神駅が管理し、西鉄ステーションサービスが駅業務を受託する業務委託駅である。

## 歴史
- 1981年（昭和56年）7月26日：福岡市地下鉄1号線の当駅 - 天神駅間の開業に伴い、開設[2]。
  - 開業当初、地下鉄は姪浜車両基地 - 姪浜駅 - 当駅間が未完成であったため、車庫に入庫する地下鉄の車両はトンネルの出口から国鉄筑肥線への連絡線上まで自走した後、蓄電池式の機関車BB-1が牽引して筑肥線の姪浜駅構内を通り、姪浜車両基地に入るという方式を採用していた。
- 1983年（昭和58年）3月22日：地下鉄1号線の姪浜駅 - 当駅間の延伸開業に伴い、途中駅となる[2]。
- 1993年（平成5年）3月3日：地下鉄1号線の博多駅 - 福岡空港駅間が開業し、同線に「空港線」の愛称が付与される。
- 2003年（平成15年）12月6日：九州で初めてホームドア（可動式ホーム柵）の使用を開始[3]。
- 2020年（令和2年）4月1日：業務委託駅となる。姪浜管区駅廃止に伴い、天神管区駅へ移管される[4]。

## 駅構造
相対式ホーム2面2線を持つ地下駅である。空港線はこの駅の姪浜側で室見川の下をくぐるために隣の藤崎駅と同様に深い場所にホームが造られている。
| 地階    | 出入口                       | 出入口                                     |
| 地下1階 | コンコース階                 | コンコース、案内所、自動券売機、自動改札口 |
| 地下1階 | コンコース階                 | トイレ（改札内）                           |
| 地下3階 | 単式ホーム、左側のドアが開く | 単式ホーム、左側のドアが開く               |
| 地下3階 | 1番ホーム                    | ■空港線 福岡空港・貝塚方面（藤崎駅）→      |
| 地下3階 | 2番ホーム                    | ←■空港線 姪浜・唐津方面（姪浜駅）          |
| 地下3階 | 単式ホーム、左側のドアが開く |                                            |

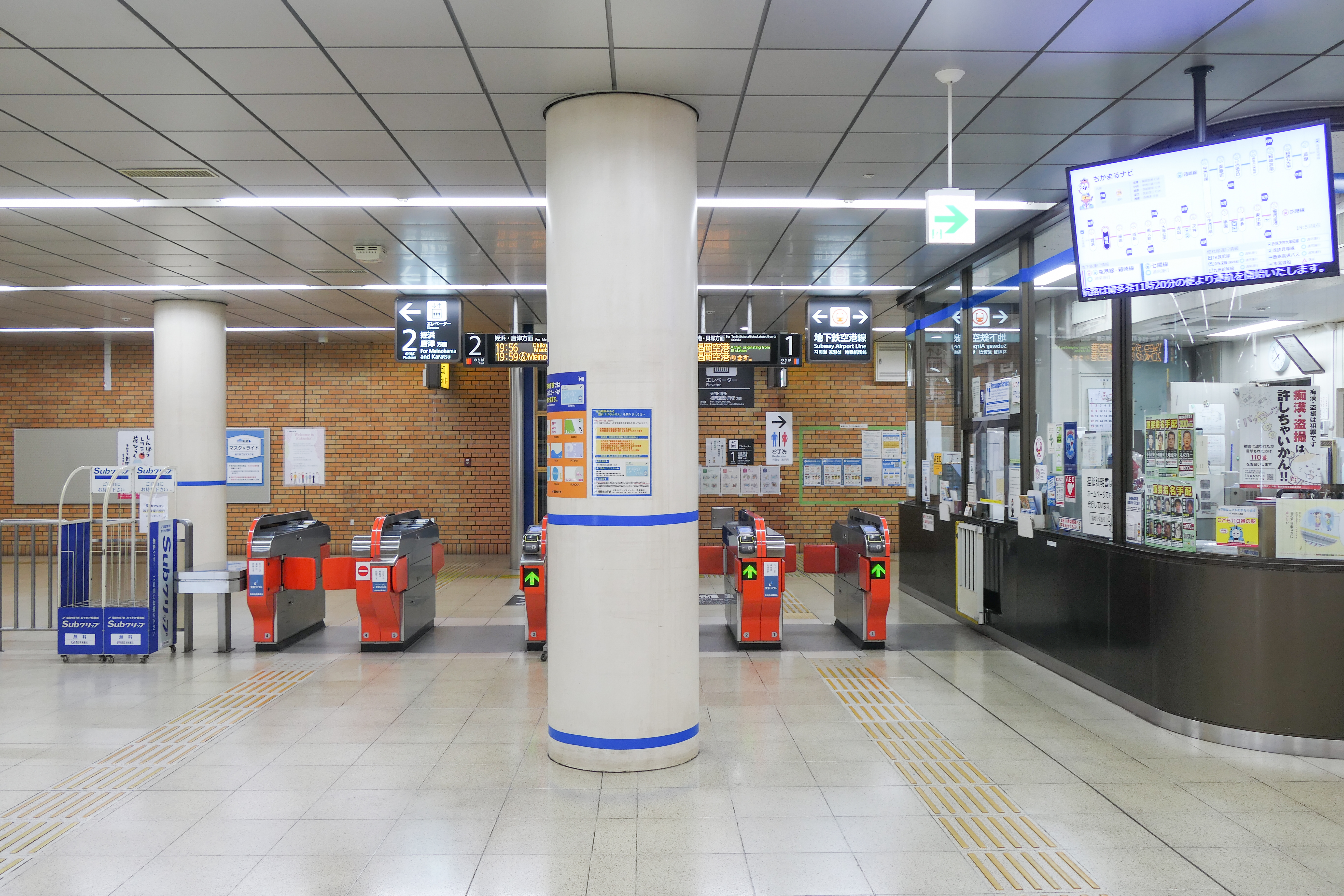
改札口（2023年1月）
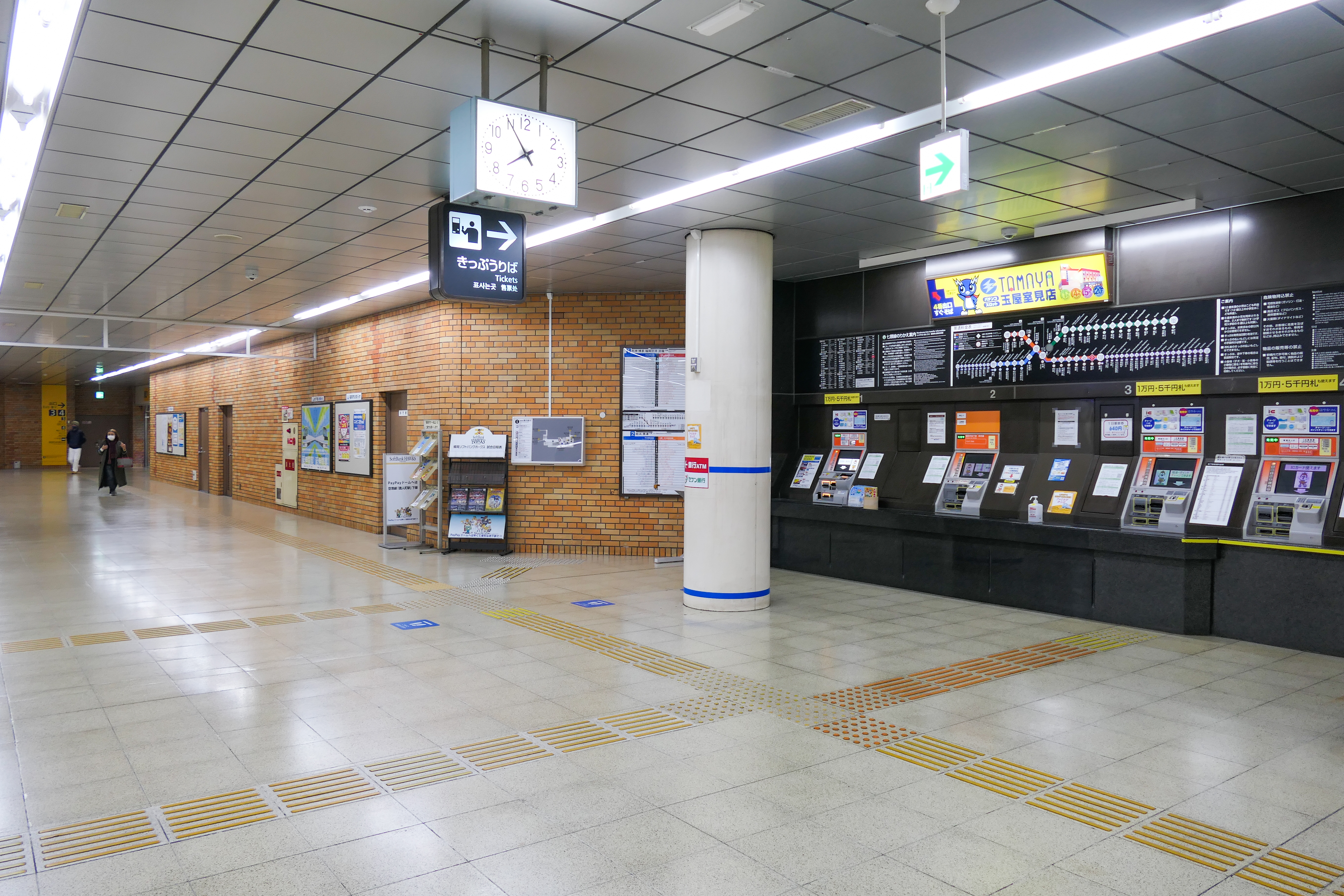
コンコース・切符売り場（2023年1月）
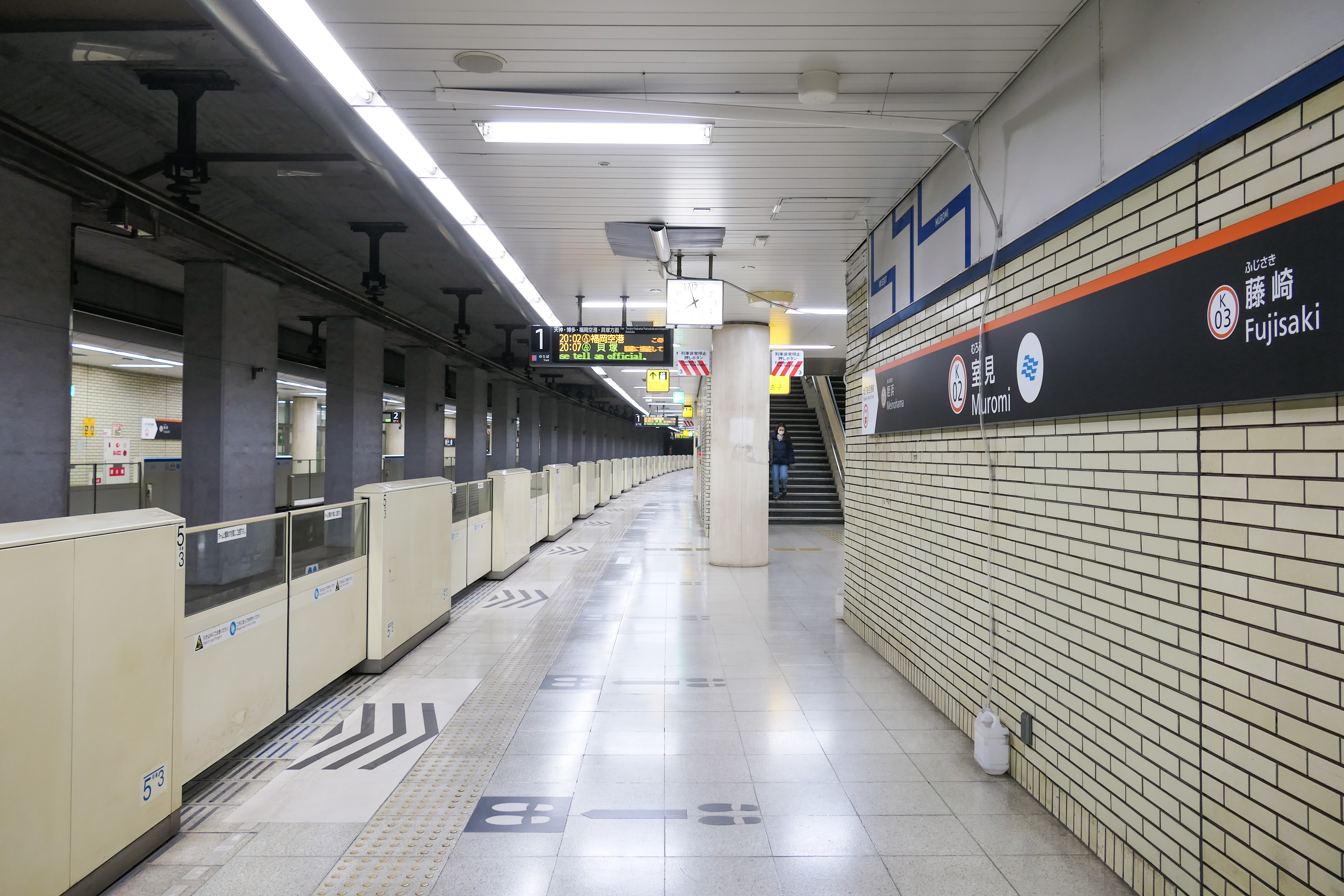
1番線ホーム（2023年1月）
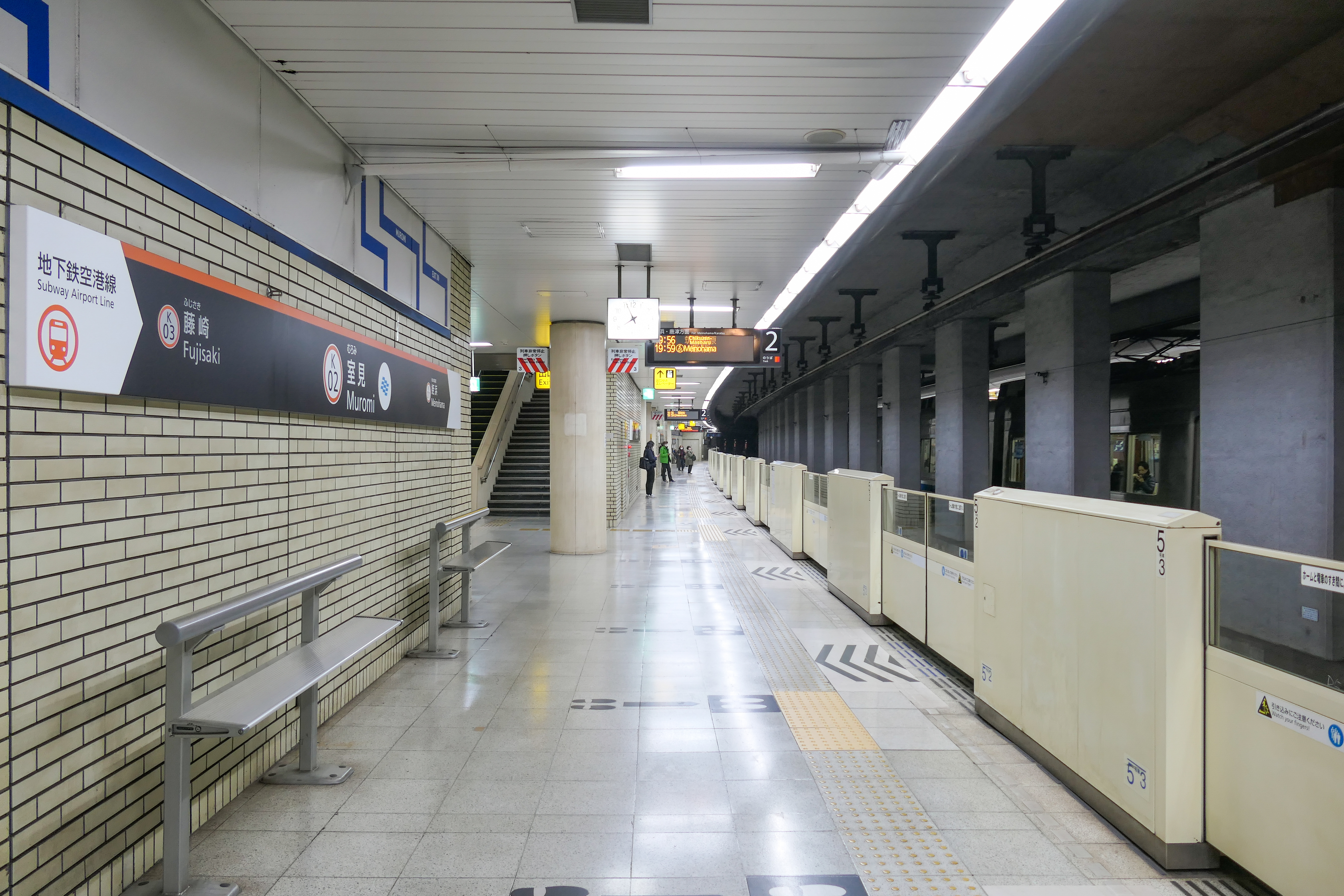
2番線ホーム（2023年1月）

## 利用状況
2023年度の1日平均乗車人員は7,939人である。空港線では祇園駅に次いで2番目に少ない。
近年の1日平均乗車人員の推移は下表のとおりである。
| 年度               | 1日平均 乗車人員 |
| ------------------ | ---------------- |
| 2001年（平成13年） | 8,379            |
| 2002年（平成14年） | 7,983            |
| 2003年（平成15年） | 7,699            |
| 2004年（平成16年） | 7,553            |
| 2005年（平成17年） | 7,137            |
| 2006年（平成18年） | 7,360            |
| 2007年（平成19年） | 7,398            |
| 2008年（平成20年） | 7,361            |
| 2009年（平成21年） | 7,194            |
| 2010年（平成22年） | 7,199            |
| 2011年（平成23年） | 7,434            |
| 2012年（平成24年） | 7,553            |
| 2013年（平成25年） | 7,721            |
| 2014年（平成26年） | 7,766            |
| 2015年（平成27年） | 8,189            |
| 2016年（平成28年） | 8,558            |
| 2017年（平成29年） | 8,738            |
| 2018年（平成30年） | 8,783            |
| 2019年（令和元年） | 8,861            |
| 2020年（令和02年） | 6,674            |
| 2021年（令和03年） | 6,938            |
| 2022年（令和04年） | 7,498            |
| 2023年（令和05年） | 7,939            |

## 駅周辺
大型マンションが密集している。
- 福岡室見郵便局 (取扱業務：郵便窓口、貯金窓口、ATM、保険窓口）
- 室見川
- 室見幼稚園
- 正福寺
- 福岡高速1号線
- 福岡市立室見小学校
- 愛宕神社
- 西鉄バス「室見駅」停留所

## 隣の駅
福岡市交通局
 地下鉄空港線
姪浜駅 (K01) - 室見駅 (K02) - 藤崎駅 (K03)